# SIP (azienda)
SIP (Società Italiana per l'Esercizio delle Telecomunicazioni, precedentemente Società Italiana per l'Esercizio Telefonico, originariamente Società Idroelettrica Piemonte) è stata la principale azienda di telecomunicazioni italiana, appartenente al gruppo IRI, attiva dal 1964, per poi essere trasformata in Telecom Italia S.p.A. (oggi TIM) nel 1994.
È sorta dalla fusione di diverse società: STIPEL, TELVE, TIMO, TETI e SET.

## Storia

### Le origini

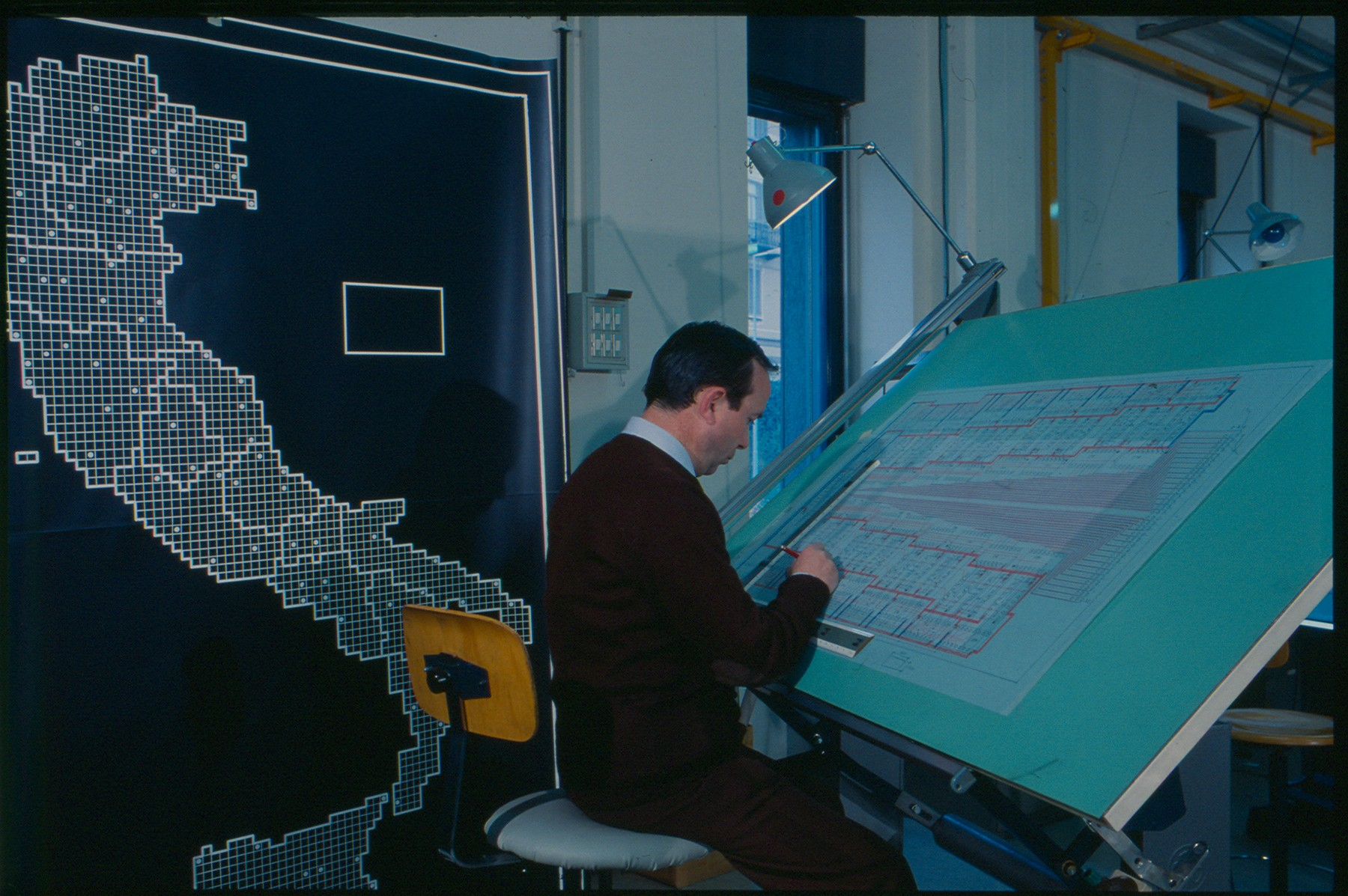
Officina SIP

Sorta nel 1899 come azienda di produzione elettrica Società Idroelettrica Piemonte, in seguito alla prima privatizzazione del settore telefonico, nel giro di pochi anni, prese il controllo di ben tre concessionarie telefoniche: la STIPEL (1925), la TIMO (1926) e la TELVE (1928).
Allo scoppio della crisi economica del 1929, la SIP era controllata dalla Banca Commerciale Italiana, che nel 1931 la cedette, insieme alle altre partecipazioni industriali, alla propria finanziaria Sofindit. Non essendo possibile risanare le imprese del gruppo COMIT, esse furono vendute al neocostituito IRI. L'IRI, a sua volta, scorporò dal gruppo SIP le tre società telefoniche e le fece confluire sotto il controllo della finanziaria STET (Società Torinese Esercizi Telefonici).
Nel 1955 erano scadute le concessioni telefoniche. Delle cinque concessionarie, tre erano controllate dalla STET: la STIPEL (Piemonte e Lombardia), la TELVE (Tre Venezie) e la TIMO (Emilia, Marche, Umbria ed Abruzzo). La TE.TI. (Liguria, Toscana, Lazio e Sardegna) era invece controllata dalla Centrale, la finanziaria delle famiglie Orlando e Pirelli. La SET (Italia Meridionale), infine, era legata al gruppo svedese Ericsson. In virtù della buona gestione delle compagnie telefoniche controllate dalla STET, il presidente di questa, Guglielmo Reiss Romoli, ottenne che anche le altre due concessionarie entrassero a far parte del gruppo statale. Perciò il decreto ministeriale 11 dicembre 1957 impose che la TETI e la SET fossero cedute all'IRI. Nel 1958, le due concessionarie passarono alla STET.

### La nascita
Nel 1962 fu deliberata la nazionalizzazione delle imprese elettriche e la SIP, come le altre compagnie, ricevette un sostanzioso indennizzo. Così nel 1964 fu organizzata l'operazione di incorporazione nella nuova SIP - Società Italiana per l'Esercizio Telefonico p.A. (p.A. stava "per azioni") delle cinque concessionarie, in modo che la nuova concessionaria unica potesse reimpiegare i capitali derivanti dal rimborso della cessione forzosa degli impianti, investendo nel settore telefonico. Al momento della sua nascita, la nuova SIP contava, su tutto il territorio nazionale, 4 220 000 abbonati, 5 530 000 apparecchi telefonici in servizio e 27 600 posti telefonici pubblici.
I fondi ricevuti come indennizzo degli impianti elettrici furono reinvestiti soprattutto nell'introduzione della teleselezione anche per i collegamenti interurbani, processo che fu completato nel 1970.
Negli anni sessanta, grazie a un accordo con la Rai, la SIP cominciò a gestire il servizio aggiuntivo della filodiffusione, al quale avevano accesso a pagamento tutti gli abbonati al telefono. Negli anni 1970 SIP provvide a installare circa 30 000 ulteriori cabine telefoniche in tutta Italia.

### I servizi sperimentali
Nel 1976 la SIP introdusse sperimentalmente la prima scheda telefonica a banda magnetica per far fronte ai furti di gettoni telefonici dai telefoni pubblici e per fornire agli utenti una soluzione più comoda rispetto agli ingombranti gettoni. Per avere la piena diffusione di telefoni pubblici basati su schede telefoniche standard, occorrerà però attendere la fine degli anni ottanta.
Nel 1973 a Roma venne introdotto in forma sperimentale il Servizio Radiomobile di conversazione, a cui seguirà il lancio dell'RTMI, il primo servizio di telefonia radiomobile in Italia, con copertura estesa a quasi tutto il territorio del Paese: consentiva chiamate dirette dall'utente radiomobile alla rete fissa, e dalla rete fissa al radiomobile, però passando per l'operatore. La metà degli abbonati al servizio risiedevano a Roma e a Milano. Nel 1979, sempre a Roma, vennero posati i primi 16 km di fibra ottica in Italia.

### Il cambio di nome e logo

Il logo alternativo usato dal 14 aprile 1983 al 27 luglio 1994

Nel 1985 la società trasformò la propria denominazione in SIP - Società Italiana per l'Esercizio delle Telecomunicazioni p.A. Nello stesso anno lanciò il Videotel, servizio di accesso a fornitori telematici di informazioni, per cui era necessario noleggiare un terminale video con tastierino (analogamente al più famoso Minitel francese, lanciato quattro anni prima). Nel 1986 versava allo Stato 630 miliardi di lire a titolo di canone di concessione per il servizio di telefonia. Nel settembre dello stesso anno, la saturazione della rete RTMI spinse SIP a introdurre il nuovo network di telefonia mobile RTMS, sviluppato da Italtel, coprendo con il nuovo sistema l'intero territorio nazionale entro il 1989, anno in cui si raggiunsero i 100.000 abbonati.

### Gli anni '90 e la privatizzazione
Nell'aprile 1990 SIP rese operativo il nuovo sistema radiomobile analogico ETACS: il successo raggiunto da SIP con l'introduzione di questo nuovo network fu tale da farla diventare l'operatore radiomobile europeo con il maggior numero di abbonati.
Nel 1991 SIP attivò la rete integrata digitale di fonia più dati ISDN. Nell'ottobre dello stesso anno, a Roma, cominciò la sperimentazione della rete radiomobile digitale GSM, poi lanciata commercialmente nel 1992. A fine 1993 gli utenti SIP erano oltre 24 milioni. Il 58% delle azioni SIP era detenuto dalla STET. Nel 1994 la SIP cambiò nome in Telecom Italia in vista della successiva privatizzazione.

## Loghi storici

Logo della TIMO
Logo della TETI
Logo della STIPEL
Logo della SIPTEL
Logo della SIP nel 1964

## Apparecchi telefonici prodotti
Nella sua storia quasi trentennale, la SIP commercializzò, tra l'altro, i telefoni corded per utenza residenziale Bigrigio, Pulsar e Sirio (prodotti da Sit-Siemens, Brondi, Face Standard, Italtel e altri partner), e il telefono pubblico Rotor, sostituito dal 2002 con il modello Digito.

## Galleria d'immagini

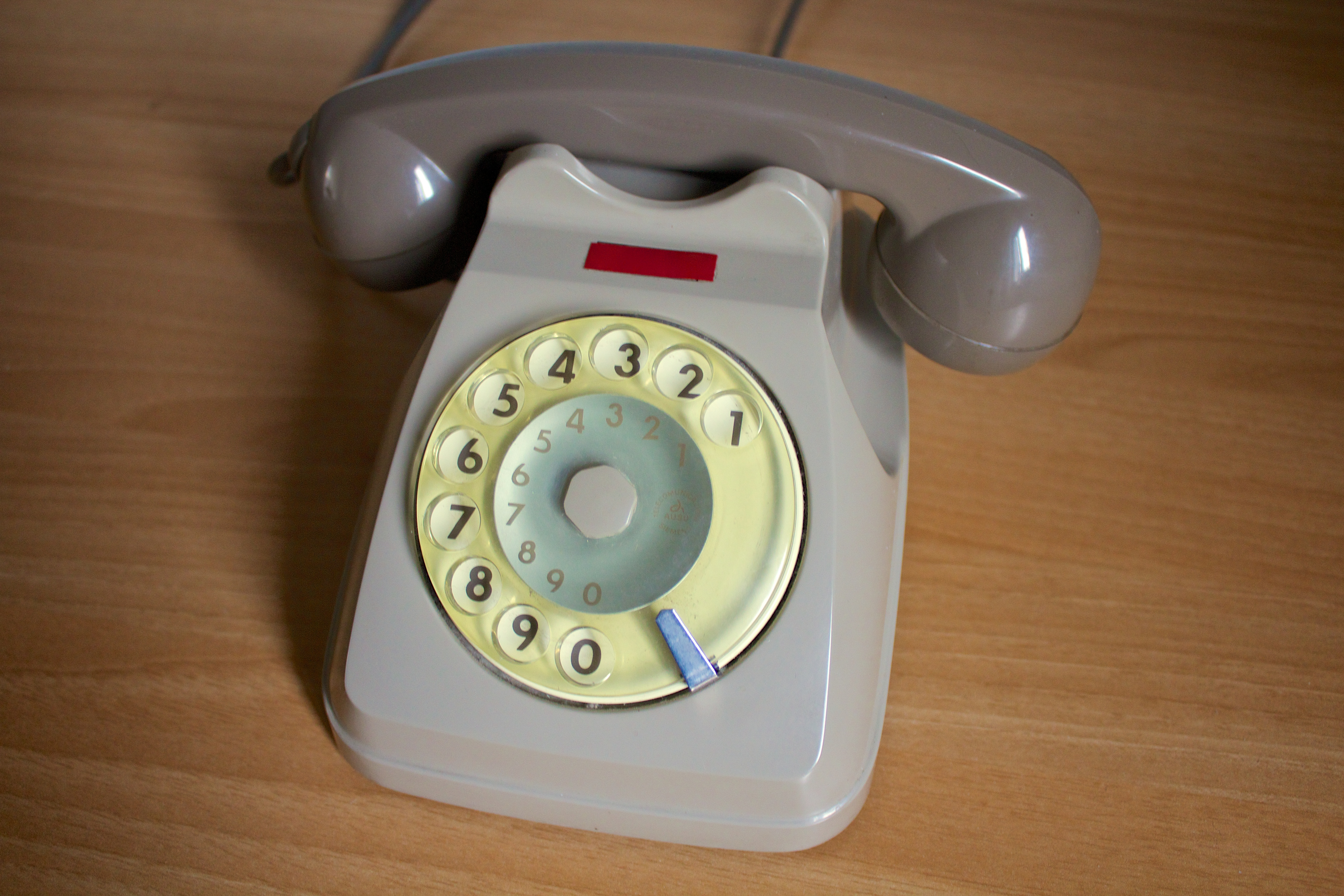
Bigrigio (1962)
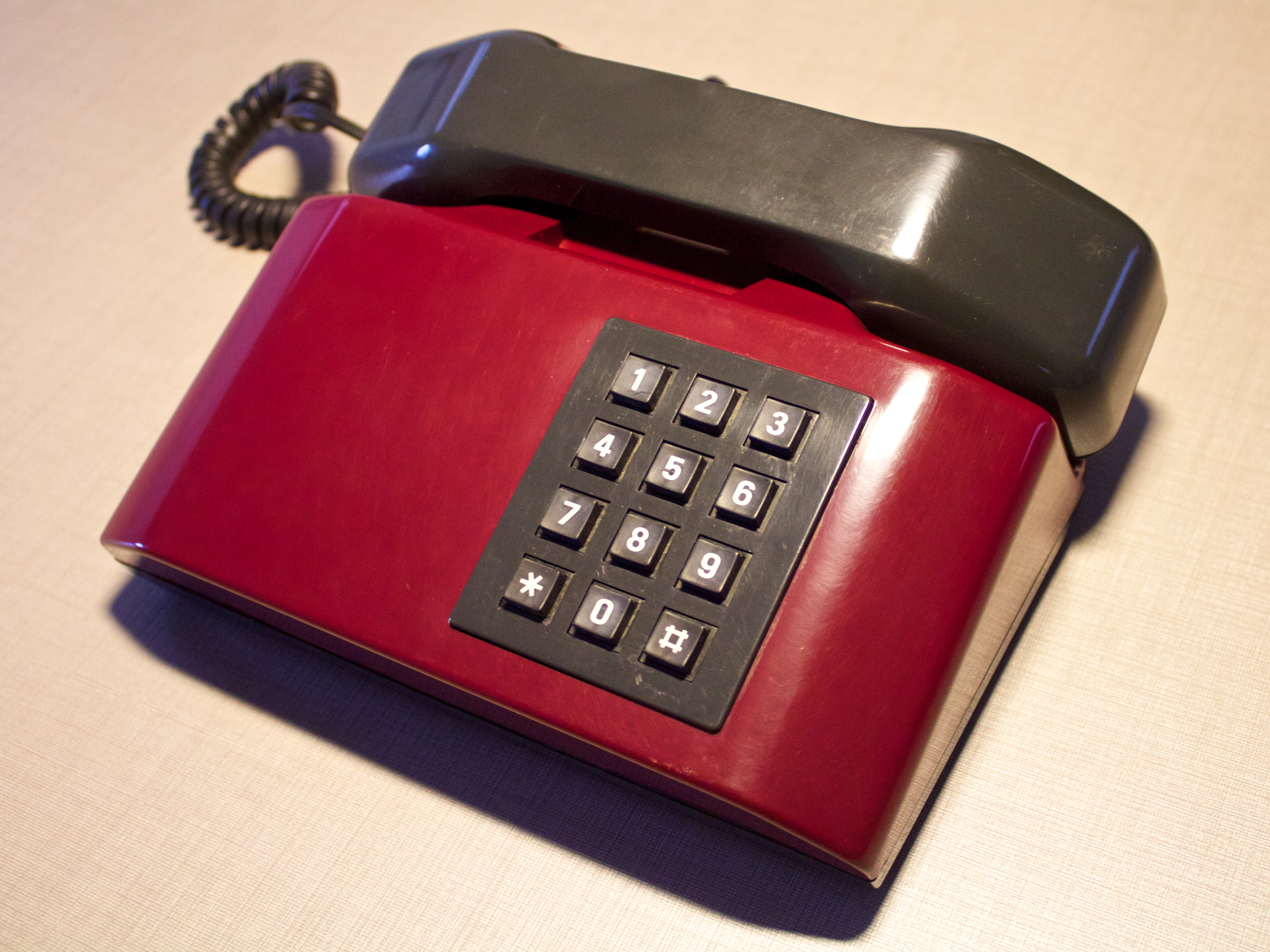
Pulsar (1985)
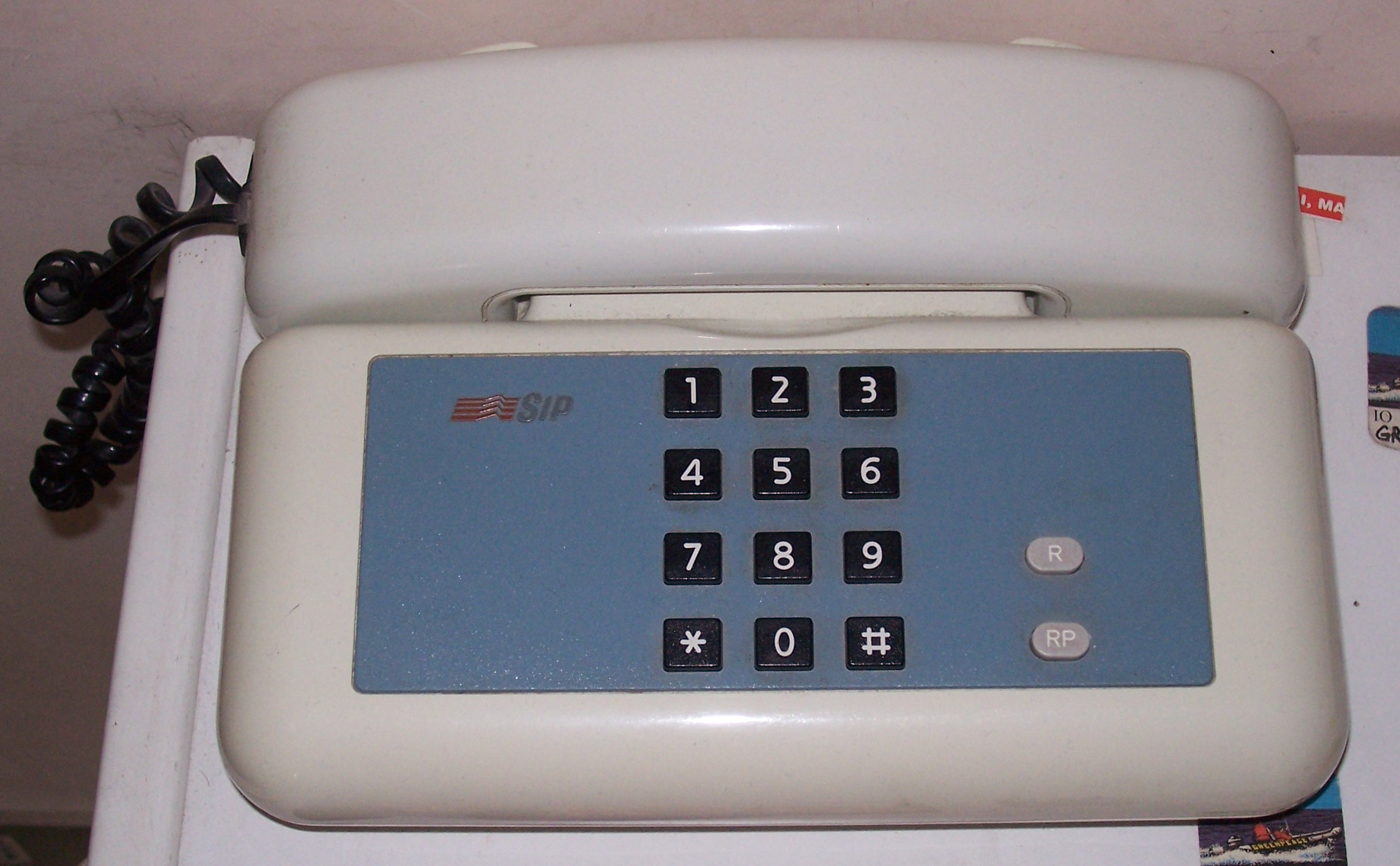
Sirio (1990)
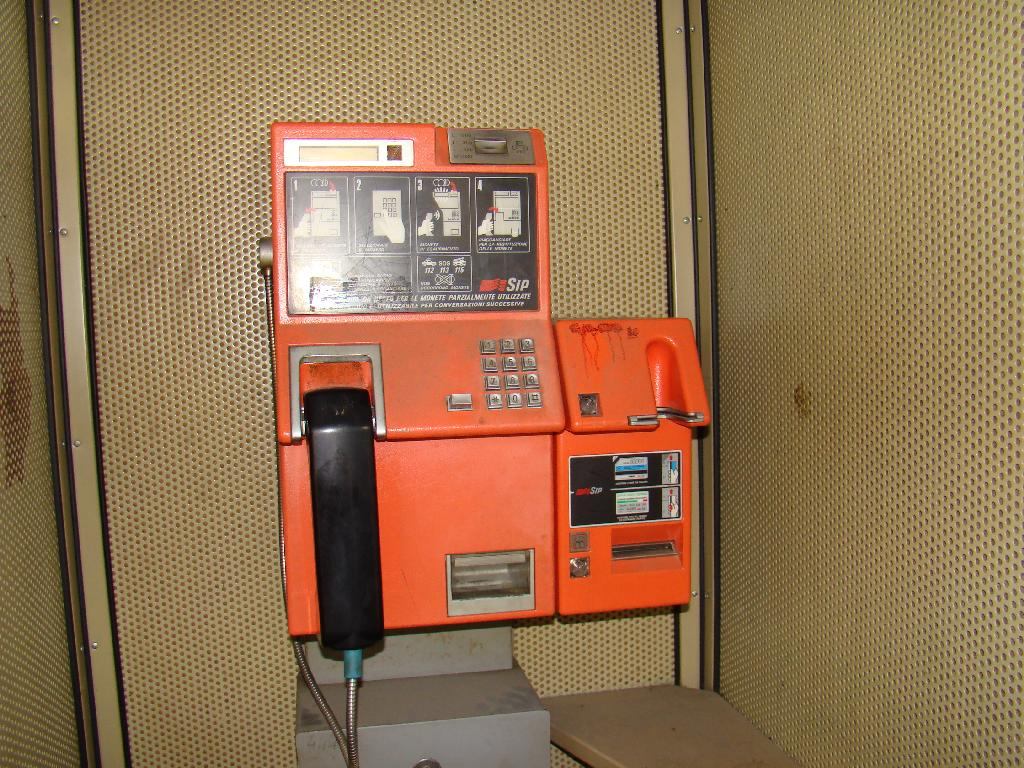
Il telefono pubblico Rotor (1987)